# Ландифе-э-Бертеньмон
Ландифе́-э-Бертеньмо́н (фр. Landifay-et-Bertaignemont) — коммуна во Франции, находится в регионе Пикардия. Департамент коммуны — Эна. Входит в состав кантона Марль. Округ коммуны — Вервен.
Код INSEE коммуны — 02403.

## Население
Население коммуны на 2010 год составляло 292 человека.
| 1962 | 1968 | 1975 | 1982 | 1990 | 1999 | 2010 |
| ---- | ---- | ---- | ---- | ---- | ---- | ---- |
| 512  | 482  | 389  | 339  | 312  | 277  | 292  |

## Экономика
В 2010 году среди 170 человек трудоспособного возраста (15—64 лет) 115 были экономически активными, 55 — неактивными (показатель активности — 67,6 %, в 1999 году было 62,0 %). Из 115 активных жителей работали 106 человек (61 мужчина и 45 женщин), безработных было 9 (5 мужчин и 4 женщины). Среди 55 неактивных 16 человек были учениками или студентами, 18 — пенсионерами, 21 были неактивными по другим причинам.